# Boys (Summertime Love)
Boys (Summertime Love) – singiel włoskiej piosenkarki Sabriny Salerno, z jej albumu zatytułowanego Sabrina.
W 2011 roku swoją wersję utworu nagrał słowacki duet TWiiNS.

## Piosenka
Piosenka w stylu disco znajduje się na debiutanckim albumie Sabriny z 1987 roku, Sabrina. Autorami tekstu są Matteo Bonsanto i Roberto Rossi, a kompozytorami – Claudio Cecchetto i Malcolm Charlton.

## Teledysk
Na sukces utworu złożył się teledysk, nakręcony w hotelu Florida w Jesolo. Znajduje się na nim Sabrina, pływająca w basenie w otoczeniu plażowych piłek. Co jakiś czas, jej bikini przesuwa się w dół, odsłaniając częściowo jej sutki.

## Wykresy
Boys (Summertime Love) miał swój największy sukces we Włoszech, gdzie był na pierwszym miejscu przez 2 miesiące.
Singiel stał się również hitem we Francji, gdzie był na pierwszym miejscu 5 tygodni. W Szwajcarii był na miejscu pierwszym, w Belgii, Finlandii i Niemczech na drugim, w Irlandii, Norwegii i Wielkiej Brytanii na trzecim, w Szwecji, Austrii i Holandii na piątym, a w Australii – na jedenastym.